# Combate de Abtao
El combate de Abtao tuvo lugar el 7 de febrero de 1866 en la Isla Abtao, parte del archipiélago de Calbuco (aguas del canal de Chayahué, Chiloé), en el marco de la Guerra hispano-sudamericana, entre una escuadra española formada por las fragatas de hélice Villa de Madrid y Blanca y la flota aliada chileno-peruana compuesta por la fragata de hélice Apurímac, las corbetas de hélice Unión y América, la goleta de hélice Covadonga (que había sido capturada en Papudo) y los vapores de hélice Lautaro y Antonio Varas. La acción se redujo a un cañoneo a gran distancia sin resultados concluyentes, en el que no llegaron a tomar parte activa los dos vapores.

## Antecedentes

Ruta aproximada de las naves españolas hasta Abtao. El mapa solo muestra la costa de tierra firme, sin los bajos, rocas escasamente sumergidas, variaciones debido a las mareas ni las corrientes producidas. Las naves peninsulares eligieron el derrotero del sur debido a la falta de cartas de navegación para el canal de Chacao.

Tras el triunfo de la revolución en Perú que depuso al presidente Juan Antonio Pezet, el nuevo jefe de Gobierno, el general Mariano Ignacio Prado, dispuso el envío de la escuadra peruana al sur de Chile, país con quien se había firmado una alianza militar contra España, a la que luego se sumarían las repúblicas de Ecuador y Bolivia.

### Formación de la escuadra aliada
El capitán de navío chileno Juan Williams Rebolledo, Jefe de la Escuadra aliada, había organizado el Apostadero Naval de Abtao montando una maestranza bajo la supervisión del constructor naval francés Juan Duprat, en Chiloé, en dos ensenadas colindantes a la isla del mismo nombre, ubicada en la ribera norte del canal de Chacao. La fuerza naval a su mando se componía de la corbeta Esmeralda, la goleta Covadonga y el vapor Maipú. Posteriormente se uniría a la escuadra chilena el vapor Lautaro adquirido a la Marina de Guerra del Perú (donde llevaba el nombre de Lerzundi).
El 24 de diciembre se reunieron en la isla San Félix las viejas fragatas peruanas Apurímac y Amazonas y el vapor chileno Antonio Varas, que se encontraba cargado de carbón para las naves peruanas. Entre los hombres que se dirigían hacia Chiloé se encontraba Leoncio Prado Gutiérrez, hijo del Jefe Supremo del Perú, que servía como guardiamarina en la Apurímac.
El 10 de enero los buques peruanos arribaron a Chiloé donde tomaron contacto con la Esmeralda. A la flota aliada estacionada entonces en Abtao se sumarían luego las modernas corbetas Unión y América permaneciendo aún a la espera del arribo de los nuevos blindados peruanos Huáscar e Independencia con los cuales se planeaba iniciar operaciones ofensivas contra la escuadra española.
Para mala suerte de los aliados, el 15 de enero la Amazonas varó en la parte sur de la isla Abtao sin que pudiera ser reflotada pese a los esfuerzos realizados, de modo que perdida la nave, sus cañones fueron utilizados en el resto de buques y para artillar las entradas al canal de Challahué.
El 18 de enero, en cumplimiento de las instrucciones dadas por el Ministerio de Marina, Williams Rebolledo ordenó al vapor Maipú se dirigiera al sur con la finalidad de contactar con la Covadonga (que se encontraba de comisión) o, en caso contrario, seguir hasta el cabo de Hornos para apresar dos vapores españoles de los cuales se tenían noticias sobre su próximo paso por el lugar. Según el testimonio del teniente Arturo Prat, miembro de la tripulación de la Covadonga, este buque se reintegró en la escuadra aliada en Abtao sin tener noticias de estos hechos.
El 3 de febrero explotó la caldera del Lautaro, dejándole inutilizado y provocando la muerte de siete hombres e hiriendo a otros once. Por este motivo, el Lautaro fue varado cerca de la playa y no pudo intervenir activamente en la acción, quedando en el sur de la línea de combate aliada. Por otra parte, el Antonio Varas fue llevado al norte de la línea de combate. Sobre este último buque, algunos autores señalan al también vapor Maipú como el que formaba parte de la escuadra aliada durante el combate. Sobre la presencia de esta nave en Abtao, en una carta del ya citado Arturo Prat, se puede leer:

Salieron bien escarmentados. Hace dos días que andan rondando pero no se han atrevido a entrar otra vez. La ausencia de la Esmeralda este día bien se pudo avaluar en una o dos fragatas, por la gran falta que hacía su jefe, y si hubiera estado cuando esos buques se metieron en la ensenada. El Maipú tampoco estuvo aquí, e hizo una gran falta porque con sus poderosos cañones nos habría auxiliado. Se encontraba por Magallanes donde fue a buscarnos.
Carta del Teniente Segundo de la Covadonga Arturo Prat Chacón, a 10 de febrero de 1866.

La base en Abtao no estaba lista para aprovisionar a la escuadra aliada. Se habían acumulado en tierra 500 toneladas de carbón pero faltaban embarcaciones carboneras con que hacer la faena en los buques. Las provisiones de boca eran inexistentes y Williams decidió trasladarse a Ancud, con la Esmeralda, para solucionar allí el problema de abastecimiento, en especial para las recién llegadas corbetas peruanas. Planeaba también traer a remolque una barca cargada con carbón que reservaba para la escuadra y embarcar un batallón de infantería de marina para reforzar las defensas terrestres del apostadero. Sabiendo que en cualquier momento podía ser atacado, dejó instrucciones para el caso y el mando al Jefe de la División peruana, el también capitán de navío Manuel Villar Olivera.

### Expedición española a Chiloé
Mientras la flota aliada se reunía en Abtao, el brigadier español Casto Méndez Núñez, a la sazón comandante general de la Escuadra del Pacífico que se encontraba bloqueando las costas chilenas, ordenó el envío de las fragatas Villa de Madrid, al mando del comandante Claudio Alvargonzález, y Blanca, al mando del comandante Juan Bautista Topete, con la misión de hundir o apresar a la escuadra aliada que suponía con acierto se encontraba en los alrededores de Chiloé.

## Fuerzas enfrentadas

### Escuadra española
La fuerza española enviada a Chiloé se encontraba al mando del comandante Alvargonzález y estaba compuesta, como ya se ha dicho, por dos fragatas de hélice, la Villa de Madrid y la Blanca. La primera montaba 44 cañones y la segunda 39, lo que arroja un total de 83 piezas de artillería. Sin embargo, Agustín Ramón Rodríguez González en su obra La Armada Española, la Campaña del Pacífico, 1862-1871. España frente a Chile y Perú contabiliza también una serie de piezas que iban montadas en las embarcaciones menores de la Blanca, dando 86 cañones como cifra total. La práctica totalidad de ellos eran de a 68 lb (41 piezas) y de a 32 lb (32 piezas).
A continuación se incluye una tabla en la que se especifica la artillería montada en cada buque, según el libro citado en el párrafo anterior:
| Nombre          | Comandante            | Tipo              | Desplazamiento | Armamento             |
| --------------- | --------------------- | ----------------- | -------------- | --------------------- |
| Villa de Madrid | Claudio Alvargonzález | Fragata de hélice | 4731 t         | 31 cañones de a 68 lb |
| Villa de Madrid | Claudio Alvargonzález | Fragata de hélice | 4731 t         | 6 cañones de a 32 lb  |
| Villa de Madrid | Claudio Alvargonzález | Fragata de hélice | 4731 t         | 5 cañones de 16 cm    |
| Villa de Madrid | Claudio Alvargonzález | Fragata de hélice | 4731 t         | 2 cañones de 12 cm    |
| Blanca          | Juan Bautista Topete  | Fragata de hélice | 3800 t         | 10 cañones de a 68 lb |
| Blanca          | Juan Bautista Topete  | Fragata de hélice | 3800 t         | 26 cañones de a 32 lb |
| Blanca          | Juan Bautista Topete  | Fragata de hélice | 3800 t         | 3 cañones de 12 cm    |

Pedro de Novo y Colson en su obra Historia de la guerra de España en el Pacífico asigna 46 cañones a la Villa de Madrid y 36 a la Blanca. Aunque estas cifras son ligeramente distintas a las presentadas en párrafos anteriores, el total sigue siendo el mismo: 83 piezas (por no contar con las de las embarcaciones menores).

### Escuadra aliada
La escuadra aliada estaba formada, el día del combate, por una fragata de hélice (la Apurímac) y dos corbetas de hélice (la Unión y la América) por parte del Perú que sumaban en total 847 marinos peruanos enrolados en dichos buques y una goleta de hélice (la Covadonga) y dos vapores auxiliares (el Lautaro y el Antonio Varas) por parte de Chile que contaban con 125 marinos.
La flota chileno-peruana formó su línea defensiva en forma de arco siguiendo el perfil de la playa. Así, de norte a sur, se encontraban: el Antonio Varas, la Apurímac, la Unión, la Covadonga, la América y el Lautaro.
Las defensas aliadas se completaban con tres baterías terrestres colocadas a la entrada del canal en el que se encontraba la flota. Estas constaban de 7 cañones en total rescatados de la Amazonas.
A continuación se incluye una tabla en la que se especifica la artillería montada en cada buque, según La Armada Española, la Campaña del Pacífico, 1862-1871. España frente a Chile y Perú:
| Nación | Nombre        | Comandante                                     | Tipo              | Desplazamiento | Armamento             |
| ------ | ------------- | ---------------------------------------------- | ----------------- | -------------- | --------------------- |
| Perú   | Apurímac      | Manuel Villar                                  | Fragata de hélice | 1666 t         | 8 cañones de a 68 lb  |
| Perú   | Apurímac      | Manuel Villar                                  | Fragata de hélice | 1666 t         | 20 cañones de a 32 lb |
| Perú   | Apurímac      | Manuel Villar                                  | Fragata de hélice | 1666 t         | 1 cañón de a 130 lb   |
| Perú   | Apurímac      | Manuel Villar                                  | Fragata de hélice | 1666 t         | 1 cañón de a 68 lb    |
| Perú   | Unión         | Miguel Grau                                    | Corbeta de hélice | 2016,66 t      | 12 cañones de a 70 lb |
| Perú   | Unión         | Miguel Grau                                    | Corbeta de hélice | 2016,66 t      | 2 cañones menores     |
| Perú   | América       | Manuel Ferreyros                               | Corbeta de hélice | 2016,66 t      | 12 cañones de a 70 lb |
| Perú   | América       | Manuel Ferreyros                               | Corbeta de hélice | 2016,66 t      | 2 cañones menores     |
| Chile  | Covadonga     | Manuel Thomson                                 | Goleta de hélice  | 630 t          | 3 cañones de a 68 lb  |
| Chile  | Covadonga     | Manuel Thomson                                 | Goleta de hélice  | 630 t          | 2 cañones de 18 cm    |
| Chile  | Lautaro       | Luis Alfredo Lynch (embarcado en la Covadonga) | Vapor de hélice   | 480 t          | 4 cañones de a 68 lb  |
| Chile  | Antonio Varas | Heraclio Martínez Cruz                         | Vapor de hélice   | 484 t          | s/d                   |

1. 1 2  Procedente de la Amazonas.
2. ↑  En La Armada Española, la Campaña del Pacífico, 1862-1871. España frente a Chile y Perú se indica la posibilidad de que fuera el Maipú el que se encontrara en Abtao (1 colisa de a 68 lb y 4 cañones de a 40 lb).
3. ↑  En La Armada Española, la Campaña del Pacífico, 1862-1871. España frente a Chile y Perú no se especifica el armamento del Antonio Varas. La Armada chilena le asigna 3 cañones, aunque no indica en qué momento los montaba[15]

Con la tabla anterior se llega a un total de 70 cañones embarcados si se acepta la cifra de 3 piezas para el Antonio Varas. A esta cifra hay que sumarle las 7 piezas de las baterías terrestres, dando como resultado un total de 77 cañones (si se considera al Maipú, serían 72 embarcados y 79 en total). Los calibres son muy diferentes, aunque la mayoría son los modernos rayados de a 70 lb (24 piezas) y los de a 32 lb (20 piezas, todas ellas de la Apurímac). También hay una cantidad significativa de a 68 lb (16 piezas). De entre el resto de cañones, destaca especialmente, el "gigante" de a 130 lb (que además estaba montado en colisa, es decir, que podía girar sobre sí mismo para apuntar en cualquier dirección).
Sobre el número de cañones de las fuerzas chileno-peruanas, el teniente chileno Arturo Prat, presente en el combate, da unas cifras ligeramente diferentes a las incluidas en la tabla anterior. Según Prat, la Apurímac montaba 29 piezas en vez de 30 y para las corbetas Unión y América, sólo habla de los doce cañones de a 70 lb, y no menciona las piezas menores. Las diferencias son, por tanto, mínimas.

## El combate

Situación general

El combate de Challahué, 7 de febrero de 1866.

En las primeras horas del 7 de febrero, los vigías aliados anunciaron la presencia de un buque que luego fue identificado como una de las fragatas españolas, que de manera precavida reconocía la zona en que se encontraban las naves aliadas, las cuales formaron una línea en forma de herradura cubriendo con sus cañones los dos accesos a la ensenada.
A las 3:30 de la tarde, la fragata Apurímac, donde el capitán Villar había enarbolado su insignia, rompió el fuego contra las fragatas españolas, iniciándose de esta manera el combate que se prolongó por aproximadamente dos horas, intercambiándose los disparos a una distancia promedio de 1500 m, aunque hubo un momento en que la Covadonga se aproximó a 600 m de la Blanca, a la que se creía varada para cañonearla sobre el istmo de la isla Abtao.
Se hicieron en conjunto unos 2000 disparos, sin que ninguna de ambas fuerzas recibiera daños considerables. Las fragatas españolas no se animaron a acercarse por temor a resultar varadas en una zona que desconocían, mientras que las naves aliadas –dada su inferioridad material– se mantuvieron al amparo del canal.
Las bajas españolas fueron de seis heridos y tres contusos. En la escuadra aliada los historiadores discrepan sobre el número de bajas. Las cifras de muertos oscilan entre dos y doce y los heridos entre uno y una veintena.
Al caer la tarde las fragatas españolas cesaron el fuego y salieron de la boca de la ensenada. Manteniéndose a poca máquina, los buques esperaron toda la noche algún movimiento de la escuadra aliada, realizando algún disparo, pero sin obtener respuesta. Al amanecer las fragatas volvieron a la entrada de la rada, permaneciendo allí hasta las 9 de la mañana. Al ver que los barcos chileno-peruanos no se movían, se decidió regresar a Valparaíso para reunirse con el resto de la escuadra española.
La escuadra aliada, sin embargo, no se encontraba en muy buena situación: al inutilizado Lautaro, había que añadir que la Apurímac se encontraba con sus máquinas en reparaciones, lo que la impedía moverse.
La historiografía aliada considera el combate de Abtao como una victoria estratégica por considerar que las fragatas españolas se retiraron sin cumplir su misión. Aun así, los historiadores peruanos conceden mayor importancia al combate que sus colegas chilenos y se muestran más críticos con la ausencia de Williams Rebolledo que estos últimos. Así, José Valdizán en su libro Historia Naval del Perú comenta así la respuesta de Villar a la felicitación que le envió Williams Rebolledo:

La respuesta del marino peruano no se hizo esperar mucho desde que, en su fuero interno, no debió quedar muy satisfecho por la insólita ausencia de Williams Rebolledo en tan importante ocasión. Villar –con intención que a nadie escapó– contestóle de esta manera:
«Agradezco a V.S. los aplausos que se digna hacer a la Escuadra Peruana que está a mis órdenes, y espero que en la primera oportunidad comparta V.S. y el equipaje del buque a su mando, de las glorias que está llamada a obtener la Escuadra combinada de Chile y el Perú»

Rubén Vargas Ugarte, historiador peruano, al analizar los resultados del combate concluye:

Unos y otros, pues, se atribuyeron el triunfo; en realidad hay que aceptar que unos y otros cumplieron su deber; la escuadra aliada [...] no se hallaba en condiciones de enfrentarse a las naves españolas en mar abierto por el mal estado de sus máquinas, y, a su vez, las naves españolas no podían forzar la entrada de la bahía de Abtao, pues, como lo dice el mismo Álvar González (sic), esta operación habría sido funesta; se limitaron, por tanto, a hacer un despliegue de fuerza, al cual contestó con energía la escuadra aliada.
Vargas Ugarte, Rubén: Historia General del Perú, tomo 9, pág.119. 1984.

En palabras del escritor chileno Benjamín Subercaseaux en su libro Tierra de océano: la epopeya marítima de un pueblo terrestre:

En esas condiciones se llevó a efecto el Combate de Abtao, que tanto celebran algunos de nuestros historiadores. La manía patriotera hace que la gente ya no sepa dónde residen los verdaderos méritos y dónde las tonterías, con la consiguiente desorientación para evitar las últimas y copiar los primeros; obra esta que no me parece muy patriótica… En este combate, en verdad, nadie perdió ni nadie ganó.

## Consecuencias

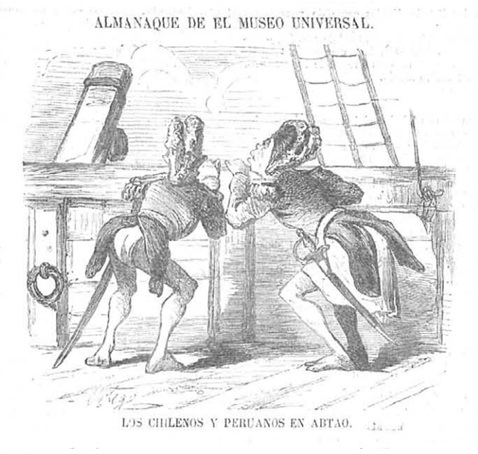
Caricatura titulada «Los chilenos y peruanos en Abtao» aparecida en El Museo Universal del 2 de diciembre de 1866 que se burla de la actitud de chilenos y peruanos, a quienes muestra asustados y descalzos durante el combate de Abtao.

Al arribo de Williams Rebolledo y la Esmeralda, la flota aliada buscó una mejor posición en el estuario de Huito, situado al frente y a poca distancia de las islas de Calbuco. Tras tener noticias del combate, el brigadier Méndez Núñez decidió salir él mismo en busca de las naves aliadas al mando de la fragata blindada Numancia y la Blanca, mas ante la imposibilidad de acercarse a su enemigo por la cantidad de islas, islotes, bajos, corrientes y las constantes nieblas de Chiloé, el almirante español se retiró, pues consideró que era un grave riesgo exponer a sus barcos estérilmente. La pericia náutica que demostró en su derrotero fue admirada por los marinos extranjeros. En su regreso a Valparaíso, al pasar por la bahía de Arauco las naves españolas sorprendieron y capturaron al vapor chileno Paquete del Maule que llevaba a bordo una tripulación de 126 hombres (entre oficiales, tropas y marineros).
La prensa española de la época ridiculizaría la actuación de la flota chileno-peruana calificando de cobarde la postura defensiva que sostuvo.
Por su parte, el gobierno peruano mandó acuñar una medalla conmemorativa a la que tendrían derecho todos los tripulantes de la escuadra aliada, en cuyo anverso se podía leer «A los vencedores de Abtao» y en su reverso «7 de febrero, 57 cañones contra 92». La manipulación de las cifras, que además ignoraba de forma parcial la heterogeneidad de calibres, se repetirá cuando vuelvan a acuñarse medallas, esta vez con el número de cañones presentes en el combate del Callao.